# Jared Y. Sanders

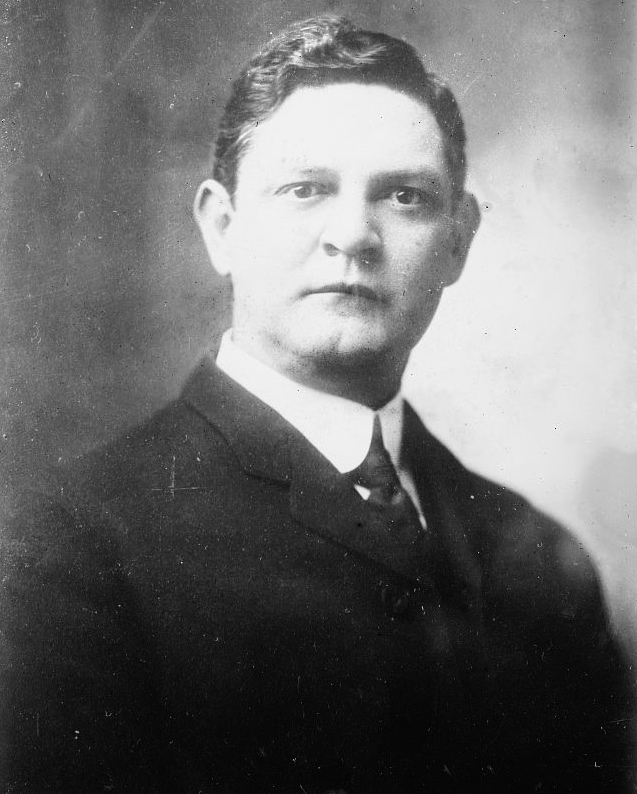
Jared Y. Sanders (1910)

Jared Young Sanders Sr. (* 29. Januar 1869 im St. Mary Parish, Louisiana; † 23. März 1944 in Baton Rouge, Louisiana) war ein US-amerikanischer Politiker und von 1908 bis 1912 Gouverneur des Bundesstaates Louisiana. Zwischen 1917 und 1921 vertrat er seinen Staat im US-Repräsentantenhaus in Washington, D.C.

## Frühe Jahre und politischer Aufstieg
Sanders besuchte das St. Charles Jesuit College und die Tulane University, an der er bis 1893 Jura studierte. Anschließend arbeitete er in New Orleans als Rechtsanwalt. Außerdem war er Verleger und Herausgeber einiger kleiner Zeitungen. Sanders wurde Mitglied der Demokratischen Partei. Zwischen 1892 und 1896 sowie von 1898 bis 1904 war er Abgeordneter im Repräsentantenhaus von Louisiana. Im Jahr 1900 war er als Speaker  der Präsident des Hauses. 1898 war er Delegierter auf einer Konferenz zur Überarbeitung der Staatsverfassung von Louisiana. Zwischen 1904 und 1908 war er Vizegouverneur seines Staates und damit Stellvertreter von Gouverneur Newton C. Blanchard. Im Jahr 1908 wurde er zum neuen Gouverneur gewählt.

## Gouverneur von Louisiana
Jared Sanders trat sein neues Amt am 20. Mai 1908 an. Er war der erste Gouverneur Louisianas, der nach dem neuen Vorwahlprinzip gewählt worden war. In seiner vierjährigen Amtszeit wurde die Kinderarbeitszeit neu geregelt und eine Umweltschutzkommission geschaffen. Mit Hilfe von Steuererhöhungen wurden die Straßen ausgebaut, um dem steigenden Verkehrsaufkommen gerecht zu werden. Außerdem wurde mit einem neuen Gesetz der Alkoholausschank geregelt (Saloon regulations). Nach dem Tod von US-Senator Samuel D. McEnery im Jahr 1910 wurde Sanders zu dessen Nachfolger im Kongress bestimmt. Sanders lehnte die Ernennung jedoch ab, weil er es vorzog, seine Amtszeit als Gouverneur zu beenden.

## Weiterer Lebenslauf
Nach dem Ende seiner Gouverneurszeit am 20. Mai 1912 wurde er zunächst wieder als Anwalt tätig. Zwischen 1914 und 1916 war er bei der Hafenverwaltung von New Orleans beschäftigt. Dann wurde er im Jahr 1916 in das US-Repräsentantenhaus gewählt, in dem er vom 4. März 1917 bis zum 3. März 1921 verblieb. Gleich zu Beginn erlebte er dort im April 1917 die Verkündung des Eintritts der Vereinigten Staaten in den Ersten Weltkrieg durch Präsident Woodrow Wilson. 1921 war Sanders noch einmal Delegierter auf dem Verfassungskonvent von Louisiana. Im Jahr 1924 war er Delegierter zur Democratic National Convention. Sowohl 1920 als auch 1926 kandidierte er erfolglos für einen Sitz im US-Senat. Am Ende seiner politischen Laufbahn war er ein Gegner des einflussreichen Huey Pierce Long. Jared Sanders starb im Jahr 1944. Er war zweimal verheiratet und hatte den Sohn Jared Y. Sanders Jr. (1892–1960), der zwischen 1932 und 1942 mit einer Unterbrechung ebenfalls Kongressabgeordneter wurde.